# نسوية إلحادية
النسوية الإلحادية هي حركة تدعو إلى المساواة بين الجنسين في الحقوق والواجبات ضمن الإطار الإلحادي، يعارض الملحدون النسويون الدين باعتباره مصدر رئيسي لاضطهاد النساء وعدم المساواة، معتبرين أن غالبية الأديان قائمة على التحيز الجنسي وقمع النساء.

## التاريخ

### إرنستين روز

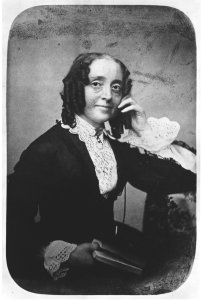
روز إرنستين كانت من أنصار الحركة النسوية وكانت ملحدة، قبل وجد تسمية «الملحد النسوية»

كانت واحدة من القوى الفكرية الرئيسية وراء حركة حقوق المرأة في أمريكا في القرن التاسع عشر، ولدت في 13 يناير 1810 ، في بولندا، اعترافها بالكفر العلنى في الديانة اليهودية
عندما كانت في سن المراهقة جلبت لها صراع مع والدها (الذي كان حاخاما) وتطورة علاقة غير سارة بينهما، ولكي يجبرها أبوها على الألتزام بالأيمان اليهودي، خطبها لصديق له يهودي دون موافقتها عندما كان عمرها 16 , وبدلا من عرض قضيتها أمام إحدى المحاكم اليهودية (حيث والدها الحاخام المحلي الذي يحكم على مثل هذه الأمور)، ذهبت إلى إحدى المحاكم العلمانية، أقرت المحكمة بقضيتها الخاصة وفازت بها، في عام 1829 أنتقلت إلى انكلترا، وفي عام 1835 كانت واحدا من مؤسسي الجمعية البريطانية الملحدة تنظيم من جميع الفئات من جميع الأمم، والتي «دعت إلى حقوق الإنسان لجميع الناس، بغض النظر عن الجنس أو اللون أو الطبقة، أو الأصل القومي». حاضر وقالت إنها في انكلترا واميركا (انتقلت إلى أمريكا في مايو 1836) وصفت من قبل صموئيل بوتنام، «هي واحدة من أفضل المحاضرين من وقتها». كتب قائلا: «لا رجل أرثوذكس [يعنى ديني] يمكنه أن يقابلها في النقاش».
في 1837، حاول توماس هيرتل، قاضي مدينة نيويورك، تمرير مشروع قانون لمنح المرأة المتزوجة حقوق الملكية لبحث سبل تحسين الحقوق المدنية والممتلكات النساء المتزوجات، والسماح لهم بعقد عقارات باسمها، والتي لم يسمح لهم قبل ذلك في نيويورك، عند سماع إرنستين هذا القرار، بدأت في طلب الحصول على أسماء لدعم القرار في المجلس التشريعي للولاية، وإرسال الشكوى إلى الهيئة التشريعية في 1838. وكان هذا هو الالتماس الأول الذي قامت به في نيويورك
قبل عام 1848، تم تمرير عدد قليل من القوانين في بعض الولايات في الولايات المتحدة لمنح المرأة بعض حقوق الملكية محدودة، واصلت إرنستين زيادة كل من الالتماسات وأسماء الداعمين حتى تفوز أخيرا بهذه الحقوق في عام 1848، مع مرور قانون الملكية للمرأة المتزوجة وليكون قانون 1848 الأكثر شمولا الذي تم تعديله ليشمل المزيد من الحقوق في عام 1860، في وقت لاحق تم توسيع حقوق المرأة المتزوجة للسيطرة على الملكية أكثر من ذلك.
وشملت النساء الذين عملوا من أجل إقرار قانون 1848 سوزان أنتوني، إليزابيث كادي ستانتون، كريشيا موت، فرانسيس رايت، بولينا رايت ديفيس، روز إرنستين الذين كانوا جميعا معادية للدين، عرف باسم قانون الملكية للمرأة المتزوجة ، بصيغته المعدلة في عام 1849، وفي وقت لاحق عندما حلل سوزان انتوني وإليزابيث كادي ستانتون التأثيرات التي أدت إلى اتفاقية سينيكا فولز في مجال حقوق المرأة في عام 1848، حددوا ثلاثة أسباب، وهما الأول هو الأفكار المتطرفة من رايت وفرانسيس وإرنستين روز على الدين والديمقراطية، والإصلاحات الأولية في قانون الملكية للمرأة في ثلاثينات وأربعينات القرن التاسع عشر.